# Lyubov Holota
Lyubov Holota (nacida el 31 de diciembre de 1949) es una escritora ucraniana. Es autora de prosa, poesía y periodismo, y fue galardonada con el premio "Trabajadora cultural de honor de Ucrania". En 2008 fue galardonada con el Premio Shevchenko por su innovadora novela Memoria episódica.

## Biografía
Lyubov Holota nació el 31 de diciembre de 1949 en Kryvyi Rih, provincia de Dnipropetrovsk, en el seno de una familia de mineros. En 1972 se licenció en la facultad de filología de la Universidad Estatal de Dnipropetrovsk. 
Posteriormente trabajó como periodista en Dnipropetrovsk en los periódicos provinciales Zorya y Prapor Yunosti y en la emisora de radio de la provincia.
Desde 1983 vive en Kiev y ha trabajado en las editoriales Molod y Radyanskyy Pysmennyk. Desde 1995 es redactora jefe de Slovo Prosvity, el semanario nacional de la destacada organización cultural ucraniana Prosvita.
Holota organizó y publicó la primera revista cultural femenina de la Ucrania independiente, Pyata Pora, y ha sido autora de los escenarios de muchas de las grandes fiestas y acontecimientos de la capital ucraniana.
Editó el libro Zhyttya i Chyn Anatoliya Pohribnoho. Naukovi rozvidky, statti, spohady, publicado en 2011. Su logro más reciente ha sido la publicación de Memoria episódica, una novela innovadora que utiliza la teoría de la memoria de Tulving como metáfora de los cambios en la sociedad ucraniana y en la psique humana provocados por la globalización. El crítico ucraniano Dmytro Drozdovskyi describió cómo el lenguaje utilizado en el libro "hechiza" al lector y describió la novela como "una profunda manifestación del estilo moderrnista".

## Obras

### Colecciones de poesía
- Narodzhena v stepakh (1976)
- Vesnyane rivnodennya (1979)
- Horytsvit (1980)
- Vikna (1983)
- Zhinky i ptytsi (1986)
- Dzerkala (1988)
- Na cholovichyy holos (1996)
- Oprominena chasom (2001)

### Libros publicitarios
- Dytya lyudske (2002)
- Sotvorinnya (2005)

### Novelas
- Epizodychna pamyat (2007)

Holota es también autora de varios libros infantiles.

## Trabajo cívico y político
Entre las funciones asumidas por Lyubov Holota en su dilatada carrera pública destacan:
- Miembro de la Unión Nacional de Escritores de Ucrania desde 1977.
- Exmiembro del Partido Comunista de la Unión Soviética (desde 1979 hasta la abolición del partido).
- Miembro del órgano directivo central de la organización cultural nacional "Vseukrainskoho tovarystva "Prosvity" i. T.Shevchenka".

## Premios
- 1981- El premio georgiano Volodymyr Mayakovsky
- 2001- El premiya imeni Volodymyry Sosiury "Lyubit Ukrainu"
- 2008- Premio Nacional de Ucrania a Tarasa Shevchenka por la novela Epizodychna Pamyat (Memoria episódica)